# رئاسة ميلارد فلمور
بدأت رئاسة ميلارد فيلمور في 9 يوليو 1850، عندما تسلم رئاسة الولايات المتحدة بعد وفاة زكاري تايلور، وانتهت في 4 مارس 1853. شغل فيلمور منصب نائب رئيس الولايات المتحدة لمدة عام واحد و4 أشهر قبل أن يصبح الرئيس الثالث عشر للولايات المتحدة. فيلمور هو ثاني رئيس ينجح في الوصول للمنصب دون أن يُنتخب، بعد جون تايلر، وهو آخر رئيس من حزب اليمين القديم. لم ينجح بالفوز بترشيح حزب اليمين للرئاسة في انتخابات العام 1852، لتنتهي رئاسته بذلك. خلف فيلمور الديموقراطي فرانكلين بيرس.
عند توليه منصبه، رفض فيلمور حكومة تايلور واتبع سياسة جديدة فيما يتعلق بالأراضي المكتسبة في الحرب المكسيكية الأمريكية. أيد جهود السناتور هنري كلاي وستيفن أ. دوغلاس، الذي أنشأ وأقر مساومة عام 1850. خففت المساومة من حدة المجابهة السياسية بين الدول المؤيدة للرق وتلك الحرة فيما يخص وضع الأقاليم المستحوذ عليها في الحرب الأمريكية المكسيكية. وتناولت أحكامًا مثيرة للجدل مثل قانون الرقيق الهاربين، فقد اقتضى القانون إعادة جميع الرقيق الهاربين إلى مالكيهم المفترضين بعد القبض عليهم. شعر فيلمور بأنه ملزم بواجبه في فرض هذا القرار، ولو أنه أضر بشعبيته وكذلك بحزب اليمين وخلق الشقاق في الأمة. في السياسة الخارجية، دعم فيلمور البعثات البحرية الأمريكية لفتح التجارة في اليابان، وعارض المخططات الفرنسية لضم هاواي، وخفف التوتر في العلاقات مع إسبانيا في أعقاب بعثات نارسيسو لوبيز الاستكشافية إلى كوبا.
سعى فيلمور على مضض إلى حد ما لترشيح حزبه لولاية كاملة، لكن الانقسام بين مؤيدي فيلمور ووزير الخارجية دانيال ويبستر أدى إلى ترشيح الجنرال وينفيلد سكوت في المؤتمر الوطني لحزب اليمين عام 1852. هزم بيرس سكوت بهامش كبير في الانتخابات العامة. على الرغم من أن بعض المحللين يمتدحون جوانب مختلفة من رئاسته، لكن فيلمور يصنف عمومًا على أنه رئيس غير مناسب في استطلاعات الرأي التي أجريت على المؤرخين وعلماء السياسة.

## بلوغ المنصب
اختير في المؤتمر الوطني لحزب اليمين لعام 1848 زكاري تايلور كمرشح للرئاسة من حزب اليمين، وهو من كبار الجنرالات الأمريكيين خلال الحرب المكسيكية الأمريكية. أقنع المنافس البديل لتايلور، جون أ. كوليير، زملاؤه من حزب اليمين بترشيح فيلمور، وهو مؤيد مخلص للمرشح الرئاسي المهزوم هنري كلاي. خلال الانتخابات الرئاسية لعام 1848، قام فيلمور بحملة من أجل لائحة المرشحين من حزب اليمين، وساعد في وضع حد لحركة قصيرة مناهضة لتايلور من حزب اليمين في الشمال والتي ظهرت بعد قبول تايلور ترشيح مجموعة صغيرة منشقة من الديمقراطيين المؤيدين للعبودية. مع انقسام الديمقراطيين على ترشيح حزب الأرض الحرة للرئيس السابق مارتن فان بيورين، فاز اليمينيون في الانتخابات الرئاسية لعام 1848.
على الرغم من الانتصار الرئاسي لحزب اليمين، فقد حافظ الديمقراطيون على سيطرتهم على كل من مجلس النواب ومجلس الشيوخ، ومنعوا عكس سياسات الرئيس المنتهية ولايته جيمس ك. بولك بشأن الرسوم الجمركية وغيرها من القضايا. ركزت رئاسة تايلور بدلًا من ذلك على وضع الرقيق في المنطقة التي تنازلت عنها المكسيك في أعقاب الحرب المكسيكية الأمريكية. بعد توليه منصبه، سرعان ما هُمش نائب الرئيس فيلمور من خلال جهود المحرر ثورلو ويد، الذي رأى فيلمو كمنافس لحليف ويد السياسي المقرب، ويليام سيوارد. لم يكن فيلمور سعيدًا خلال فترة توليه منصب نائب الرئيس، ويعود ذلك بشكل جزئي إلى زوجته أبيجيل فيلمور، التي قضت معظم تلك الفترة في بيتهم في نيويورك.
تلقى فيلمور إخطارًا رسميًا بوفاة زاكاري تايلور، موقعًا من مجلس الوزراء، مساء يوم 9 يوليو 1850 في مقر إقامته في فندق ويلارد. قضى فيلمور الليلة التي سبقتها في وقفة احتجاجية مع مجلس الوزراء خارج غرفة نوم تايلور في البيت الأبيض. بعد الإقرار بالرسالة، ذهب فيلمور إلى مجلس النواب في مبنى الكونغرس الأمريكي في اليوم التالي، حيث أدى اليمين الرئاسي. أشرف وليام كرينش، كبير قضاة محكمة الدائرة الأمريكية، على أداء فيلمور للقسم. على عكس جون تايلر، الذي شكك الكثيرون في شرعيته كرئيس بعد توليه الرئاسة في عام 1841، لاقى فيلمور قبولًا واسعًا كرئيس من قبل أعضاء الكونغرس والجمهور.
غادرت مارغريت تايلور، أرملة تايلور، واشنطن بعد وقت قصير من وفاة زوجها، وانتقلت عائلة فيلمور إلى البيت الأبيض بعد ذلك بوقت قصير. نظرًا لأن زوجة فيلمور، أبيجيل، كانت في كثير من الأحيان في حالة صحية سيئة، فقد عملت ابنته ماري أبيجيل فيلمور في كثير من الأحيان كمضيفة في البيت الأبيض.

## الإدارة
قدم المعينون في مجلس وزراء تايلور استقالتهم في 10 يوليو، وقبل فيلمور الاستقالات في اليوم التالي. فيلمور هو الرئيس الوحيد الذي نجح بموت أو استقالة سلفه ولم يحتفظ، على الأقل في البداية، بحكومة سلفه. كان التحدي الأكبر الذي واجه تايلور هو قضية الرقيق في المناطق، وقد واجهت هذه القضية على الفور إدارة فيلمور أيضًا. كان تايلور قد عارض خطة، صاغها هنري كلاي، والتي صُممت لمناشدة كل من الشماليين المناهضين لتجارة الرقيق والجنوبيين المؤيدين لها، ولكنها لاقت الدعم الأكبر من الجنوبيين. أثناء توليه منصب نائب الرئيس، أشار فيلمور إلى أنه قد يصوت لدعم التسوية، لكنه لم يلتزم علنًا بالمسألة عند توليه الرئاسة.
أمل فيلمور في استخدام عملية انتخاب مجلس الوزراء لإعادة توحيد الحزب اليميني، وسعى إلى تحقيق التوازن في مجلس الوزراء بين الشمال والجنوب، والمؤيد للتسوية والمناهضة للتسوية، والمؤيد لتايلور والمناهض لتايلور. عرض فيلمور منصب وزير الخارجية على روبرت تشارلز وينثروب، وهو مناهض للتسوية من ولاية ماساتشوستس وقد تمتع بشعبية كبيرة بين اليمينيين في مجلس النواب، لكن وينثروب رفض المنصب. اختار فيلمور بدلًا من ذلك دانيال ويبستر، الذي عمل سابقًا وزيرًا للخارجية في عهد ويليام هنري هاريسون وجون تايلر. أثار ويبستر غضب ناخبيه في ماساتشوستس من خلال دعمه للتسوية، وكان لم يكن من المرجح أن يفوز في الانتخابات لفترة أخرى في مجلس الشيوخ عام 1851. أصبح ويبستر أهم مستشار لفيلمور. انضم اثنان من أعضاء مجلس الشيوخ البارزين الآخرين، توماس كوروين من ولاية أوهايو وجون جيه كريتندن من كنتاكي، إلى مجلس وزراء فيلمور. عين فيلمور شريكه القانوني القديم، ناثان هول، كمدير عام لهيئة البريد، وهو منصب وزاري يتحكم في العديد من تعيينات المحسوبية. أصبح تشارلز ماجيل كونراد من لويزيانا وزيرًا للحرب، وأصبح ويليام ألكسندر جراهام من نورث كارولينا وزيرًا للبحرية، وأصبح ألكسندر هيو هولمز ستيوارت وزيرًا للداخلية. على الرغم من أن التعيينات الوزارية لفيلمور لاقت قبولًا واسعًا من قبل كل من الحزبين الشمالي والجنوبي، لكن وحدة الحزب تحطمت بعد فترة وجيزة من انضمام فيلمور بسبب الصراعات على تسوية كلاي.